# Alfred Müller (Künstler)

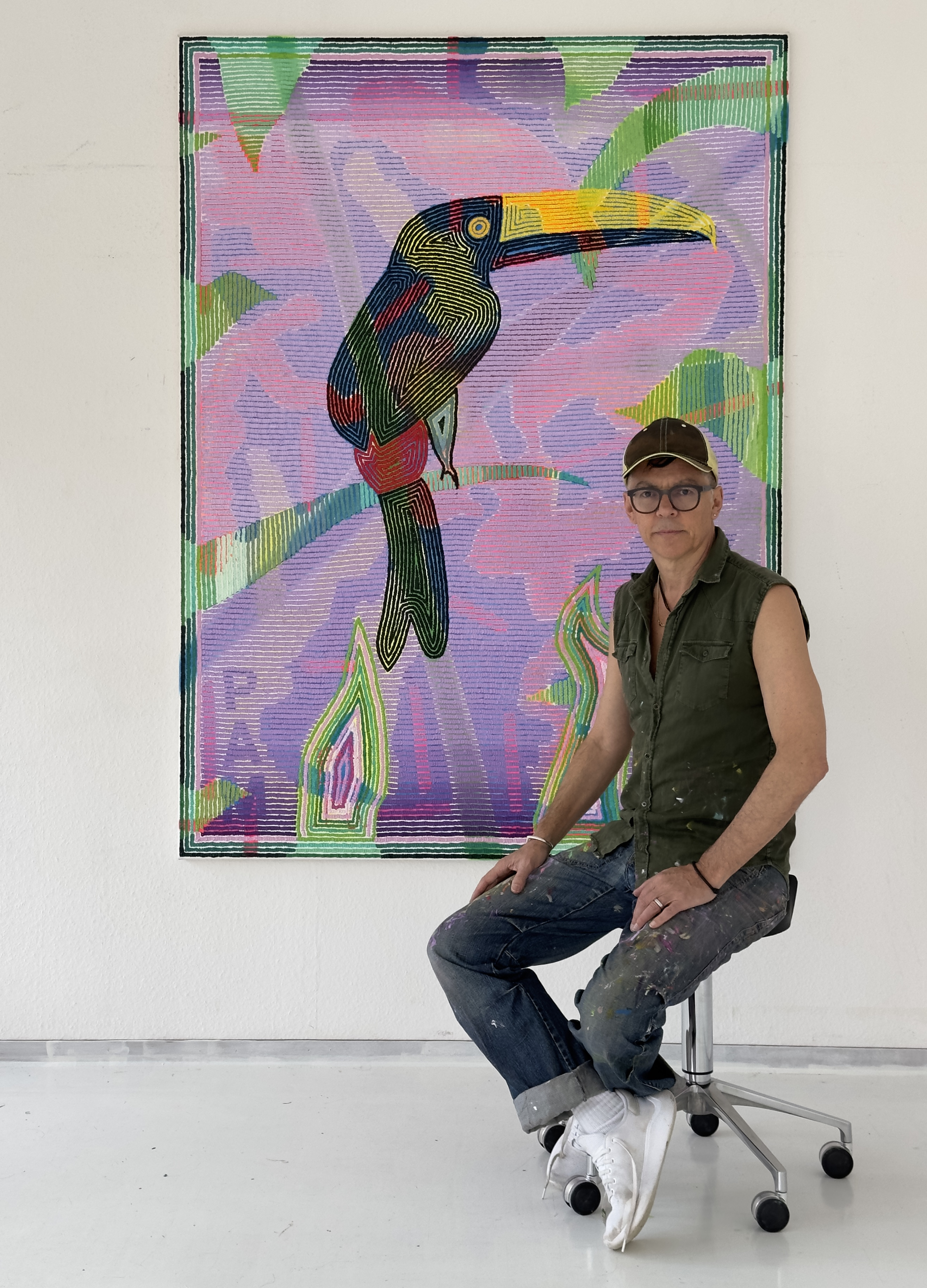
Alfred Müller in seinem Atelier in Pforzheim

Alfred Markus Müller (* 8. Juni 1960 in Kenzingen) ist ein deutscher Maler und Bildhauer. Sein Werk umfasst Malerei, Intarsien, Skulpturen und Fotogramme. Er lebt und arbeitet in Pforzheim.

## Leben
Von 1981 bis 1986 studierte Alfred Müller an der Akademie der Bildenden Künste Karlsruhe bei Georg Baselitz und Rainer Küchenmeister. Alfred Müllers Frühwerk umfasst die sogenannten Silberbilder, die Ende der 1980er Jahre entstanden und als Reaktion auf Jeff Koons’ Edelstahlskulpturen "Statuaries" entwickelt wurden. Müller überdeckte konsequent seine Ölgemälde mit silberner Sprühfarbe, was nicht nur die Sichtbarkeit und den Wert von Bildern in Frage stellte, sondern auch eine Maltechnik hervorbrachte, die die Bildstruktur ähnlich einer Röntgenaufnahme sichtbar machte. Mit der Einzelausstellung im Jahre 1990 im Badischen Kunstverein Karlsruhe zeigte Alfred Müller zum ersten Mal seine „Silberbilder“. Mit seiner Ausstellung "Colour is Kitsch" in Schwäbisch Hall knüpfte er an diese Reihe an.
Alfred Müllers Reise nach Mexiko 2016/17 veränderte seine künstlerische Ausrichtung grundlegend: Statt seine Gemälde zu Überspritzen, liegt sein Fokus nun auf der intensiv und lebendigen Farbigkeit. Was jedoch von den Silberbildern bleibt, ist die Maltechnik. Seine charakteristische Bildkomposition entsteht durch das Umkreisen der Motive mit einzelnen Pinsel-Tupfern, was seinen Arbeiten eine dynamische Struktur verleiht. Das Ergebnis ist ein ornamental wirkendes Flächengefüge. Seitdem malt er regelmäßig in Mexiko. Im Jahr 2019 zeigt er seine neuen farbigen Bilder "Las Coloradas" im Kunstverein Pforzheim das erste Mal der Öffentlichkeit. Im Laufe der Zeit fing er an seine Gemälde mit fluoreszierenden Farben zu "untermalen", sodass sie unter Schwarzlicht ein zweites Gesicht bekommen.

## Einzelausstellungen (Auswahl)
- 1998 Berlin-Madrid, Centro Cultural del Conde Duque, Madrid
- 1999 Berlin-Madrid, Künstlerhaus Bethanien, Berlin
- 1990: Badischer Kunstverein, Karlsruhe
- 2013: „What a Fucking Waste of Time“, Kienzle Art Foundation, Berlin
- 2015: „Colour is Kitsch“, Kunstverein Schwäbisch Hall
- 2019: "Las Coloradas", Kunstverein Pforzheim[6]
- 2021: "„Chica bongo, Jesus und ein Tänzchen in San Felipe“, Kunstraum Neureut[7]
- 2022: "Fuego", Centro Cultural La Cúpula, Mérida (Mexico)[8]

## Gruppenausstellungen (Auswahl)
- 2013: "Das Beste vom Besten", Kunstverein Düsseldorf[9]
- 2017: "Es ist nicht alles Gold was glänzt", Pforzheim Galerie[10]
- 2024: "The end justifies the means", Kienzle Art Foundation, Berlin[2]
- 2024: “Diálogos: pluralidad, identidad, sociedad”, Galeria Secreta, Mérida (Mexico)[11]